# Dragoslav Herceg
Prof. dr. Dragoslav Herceg (Kula, 9. ožujka 1948.), matematičar, redovni profesor Prirodno-matematičkog fakulteta Sveučilišta u Novom Sadu.

## Životopis
Osnovnu školu i Gimnaziju "Jovan Jovanović Zmaj" završio je u Novom Sadu. Na studij matematike Filozofskog fakulteta u Novom Sadu upisao se školske 1967./1968. godine, a diplomirao je na Prirodoslovno-matematičkom fakultetu u Novom Sadu 1971. godina. Na istom Fakultetu završio je poslijediplomski studij obranom magistarske teze "Približno rešavanje nekih klasa operatorskih jednačina" 1976. godine i obranio doktorsku disertaciju "Diferencni postupci s neekvidistantnim mrežama" 1980. godine.

## Nastavni i stručni rad
Školske 1971./1972. godine radio je kao asistent na Višoj tehničkoj školi u Novom Sadu. Na Prirodoslovno-matematičkom fakultetu u Novom Sadu izabran je za asistenta 1972., za docenta 1980., za izvanrednog profesora 1985., a za redovnog profesora 1989. godine. Na znanstvenom usavršavanju u Matematičkom institutu sveučilišta u Münsteru (Njemačka) proveo je osam mjeseci 1977./78. godine. Bio je gostujući profesor u Coimbri (Portugal) 1989. godine.
Nastavu na osnovnim i poslijediplomskim studijima držao je na više fakulteta Sveučilišta u Novom Sadu. Bio je mentor više obranjenih doktorskih disertacija, magistarskih teza, specijalističkih radova te diplomskih radova. Održao je više predavanje po pozivu u Mađarskoj, Njemačkoj, SAD, Portugalu i Jugoslaviji.

## Rukovodeća mjesta
Bio je rektor Univerziteta u Novom Sadu (1991.-1996.), dekan Prirodno-matematičkog fakulteta u Novom Sadu (1985.-1987.), prodekan Prirodno-matematičkog fakulteta za matematiku (1996.-1998.), direktor Instituta za matematiku (1980.-1985., 1989.-1991.), rukovoditelj Instituta za matematiku 1998.-2002., šef Računskog centra (1979.-1980.), predsjednik Savjeta Fonda univerzitetskog obrazovanja Vojvodine, član Republičkog savjeta za nauku, član Republičkog savjeta za unapređenje univerzitetskog obrazovanja i predsjednik Upravnog odbora Matematičkog instituta u Beogradu (1998-2001). Sad je direktor Departmana za matematiku i informatiku Prirodno-matematičkog fakulteta u Novom Sadu i potpredsjednik Matice srpske.

## Knjige i priznanja
Objavio je osamnaest udžbenika i zbirki zadataka za fakultete, više škole i gimnazije te nekoliko priručnika s 44 izdanja. Također je koautor dviju monografija. 
Tijekom nastavničke karijere uvodio je i predavao veći broj predmeta. Posebno treba istaknuti pisanje udžbenika i priručnika za srednje škole i aktivnosti u vezi s uvođenjem računala u školsku praksu. Autor je prvog srednjoškolskog udžbenika iz numeričke matematike u Srbiji (1979. i 1990). Koautor je i prvih udžbenika s elektronskim dodatkom za interaktivan rad studenata i učenika (2001. i 2003).
Za svoj rad dobio je više povelja, plaketa i diploma, a Oktobarsku nagradu Novog Sada dobio je 1990. godine za izuzetne znanstvene rezultate, razvoj znanstvenog podmlatka i organizaciju znanstvenog rada, kao i za populariziranje numeričke matematike.

## Znanstveni rad
Znanstveno područje kojim se bavi je matematika, a uže znanstveno područje numerička matematika. Objavio je više od 120 znanstvenih radova u domaćim i vodećim inozemnim znanstvenim časopisima iz numeričke matematike. Sudjelovao je s radovima na više od 50 domaćih i međunarodnih kongresa i seminara.
U znanstvenom radu profesor Herceg se bavio "numeričkim rješavanjem konturnih problema s i bez perturbacionog parametra i numeričkim rješavanjem sustava linearnih i nelinearnih jednadžbi". U literaturi je poznata njegova "trotočkasta diferencna shema četvrtog reda Hermitovog tipa za numeričko rješavanje singularno perturbovanih konturnih problema običnih diferencijalnih jednadžbi".

## Skupovi, časopisi, projekti, članstva
Organizirao je 26 znanstvenih skupova, od toga 12 domaćih kao predsjednik programskog odbora, jednog međunarodnog kao član organizacijskog odbora, jednog međunarodnog minisimpozija na Drugom svjetskom kongresu nelinearne analize u Ateni 1996. godine, četiri domaća kao predsjednik organizacijskog odbora i osam domaćih kao član organizacijskog odbora.
Od 1993. godine glavni je i odgovorni urednik časopisa "Novi Sad Journal of Mathematics". U istom časopisu bio je zamjenik glavnog i odgovornog urednika od 1988. godine, a član redakcije od 1983. godine. Recenzent je u više domaćih i stranih znanstvenih časopisa te u referativnim časopisima "Zentralblatt für Mathematik" (od 1984. ) i "Mathematical Reviews" (od 1986).
Bio je rukovoditelj domaćih znanstvenih projekata: "Numerička i statistička obrada podataka" (Vojvođanska akademija nauka i umjetnosti /VANU/ i Samoupravna interesna zajednice za naučni rad Vojvodine) 1985-1993, "Matematički modeli i strukture s primenama" (Republičko ministarstvo za nauku Srbije) 1994. -2000. godine i jednog međunarodnog "Numerical solution of operators equations" (financiranog od strane National Science Foundation YU-USA) 1988-1991. Sad rukovodi znanstvenim projektom "Numeričko rješavanje operatorskih jednadžbi" (Ministarstvo za nauku i tehnologiju Srbije).
Član je GAMM-a (Društvo za primijenjenu matematiku i mehaniku, Njemačka) od 1980., AMS-a (Američko matematičko društvo) od 1986., SIAM-a (Društvo za industrijsku i primijenjenu matematiku, SAD) od 1992. godine.

## Rad s mladima
U znanstvenom i stručnom radu profesora Hercega ističe se rad s mladim znanstvenicima u okviru Grupe za numeričku matematiku, kojom rukovodi neprekidno od 1979. godine. Posljednjih nekoliko godina profesor Herceg bavi se metodikom nastave matematike pa je organizirao više seminara za srednjoškolske profesore na tu temu, kao i specijalistički studij na Prirodno-matematičkom fakultetu u Novom Sadu.